# سفج خانی
سفج خانی روستایی از توابع شهرستان طالقان در استان البرز ایران است.

## جمعیت
این روستا در دهستان بالاطالقان قرار دارد و براساس سرشماری مرکز آمار ایران در سال ۱۳۸۵، جمعیت آن ۱۱۳ نفر (۴۰خانوار) بوده‌است.

## زبان
تاتی زبان رایج در روستای سفج خانی است.